# Phil Lord și Christopher Miller
Philip Lord (n. 12 iulie 1975) și Christopher Miller (n. 23 septembrie 1975) sunt un duo american de cineaști. Ei au cocreat serialul de animație pentru adulți Clone High (2002–prezent), au scris și regizat filmele Stă să plouă cu chiftele (2009) și Marea Aventură Lego (2014) și au regizat 21 Jump Street (2012) și continuarea sa 22 Jump Street (2014). Lord și Miller au câștigat Premiul Oscar pentru cel mai bun film de animație ca producători ai filmului Omul-Păianjen: În lumea păianjenului (2018), care a fost cosemnat de Lord, și au coprodus serialele de televiziune The Last Man on Earth (2015–2018) și Unikitty (2017–2020).